# جائزة السلام الدولي للأطفال
جائزة السلام الدولي للأطفال (بالإنجليزية: International Children's Peace Prize)‏ هي جائزة تمنح سنوياً للطفل الذي قدم مساهمة كبيرة في الدفاع عن حقوق الطفل وتحسين أوضاع الأطفال المعرضين للخطر مثل الأيتام والأطفال العاملين والأطفال الذين يعانون من فيروس العوز المناعي البشري/الإيدز.
الجائزة هي مبادرة من مؤسسة حقوق الأطفال (KidsRights) وهو منظمة إغاثة دولية مقرها في أمستردام بهولندا. لا ينبغي الخلط بين KidsRights وبين المجموعة التي تمنح جائزة نوبل للسلام.